# Кенгуровий мускусний щур
Кенгуровий мускусний щур (Hypsiprymnodon moschatus) — єдиний живий вид родини Мускуснокенгурових (Hypsiprymnodontidae). Вперше був відкритий у 1874 році натуралістом та вченим Е.Рамсеєм.

## Опис
Довжина тулуба: 20–35 см, довжина хвоста: 6.5–15 см, вага: 300—650 г. Колір хутра цих тварин світло-коричневий або рудо-сірий на спині, черево жовтувате, боки — помаранчеві. Хутро жорстке, хвіст майже не має хутра, вкритий особливими шкіряними лусочками, нагадує хвіст американських опосумів. За деякими рисами є проміжною формою між посумами та кенгуру. Має особливість — великі пальці задніх лап рухливі, без кігтів на відміну від посумів. 

## Спосіб життя
Кенгуровий мускусний щур діє вдень, а вночі відпочиває. Харчується здебільшого комахами, іноді ягодами. Створює кубла з папороті. Живе у густих чагарникових хащах, дощових лісах та біля водоймищ. Гарно лазить по деревам і стрибає як кенгуру. Створює групи з 2–3 осіб.
Статева зрілість у самок наступає на 1 рік життя. Розмноження триває з лютого до червня. Народжується 2 дитинча, які залишають торбу матері після 21 дня.

## Розповсюдження
Вид мешкає на невеличкій території у південно-східному Квінсленді.